# داوید هوورکا
داوید هوورکا (چکی: David Hovorka؛ زادهٔ ۷ اوت ۱۹۹۳) بازیکن فوتبال اهل جمهوری چک است.
از باشگاه‌هایی که در آن بازی کرده‌است می‌توان به باشگاه فوتبال اسلاویا پراگ، باشگاه فوتبال باومیت یابلونتس، و باشگاه فوتبال هرادتس کرالووه اشاره کرد.
وی همچنین در تیم ملی فوتبال جمهوری چک بازی کرده‌است.